# Zoran Vulić
Zoran Vulić (Split, RFS de Yugoslavia, 4 de octubre de 1961) es un exfutbolista croata, se desempeñaba como defensa.

## Clubes

### Jugador
| Club         | País       | Año         | Partidos | Goles |
| Hajduk Split | Yugoslavia | 1979 - 1988 | 167      | 25    |
| RCD Mallorca | España     | 1988 - 1991 | 95       | 11    |
| FC Nantes    | Francia    | 1991 - 1993 | 65       | 10    |
| Hajduk Split | Croacia    | 1993 - 1995 | 21       | 4     |

### Entrenador
| Club                         | País    | Año         |
| ---------------------------- | ------- | ----------- |
| Hajduk Split                 | Croacia | 1998        |
| Hajduk Split                 | Croacia | 2000 - 2001 |
| Hajduk Split                 | Croacia | 2002 - 2004 |
| Hajduk Split                 | Croacia | 2006 - 2007 |
| FC Luch-Energiya Vladivostok | Rusia   | 2008        |
| HNK Rijeka                   | Croacia | 2009        |
| NK Istra 1961                | Croacia | 2010 - 2011 |

- Datos: Q220581
- Multimedia: Zoran Vulić / Q220581